# Деутерий
Деутерият е стабилен изотоп на водорода. Деутерият е естествен изотоп и се съдържа в океаните на Земята с приблизително съотношение един деутериев атом на 6500 атома нормален водород. Ядрото на деутерия съдържа един протон и един неутрон, за разлика от това на обикновения водород, което се състои само от един протон.
Химическото означение на деутерия е D. Познат е като тежък водород.

## Откриване
През 1900 г. по предложение на немския физикохимик Вилхелм Оствалд (Нобелов лауреат по химия през 1909 г.) учените приемат, че атомната маса на кислорода е 16 и възприемат единицата за атомна маса да е 1/16 от теглото на кислорода (кислородна единица). Така те определят атомната маса на всички химични елементи. След като през 1927 г. са открити стабилните изотопи на кислорода (16O, 17O, 18O), атомните маси започнали да се дават по две ска̀ли: химическа, базирана на 1/16 от средната маса на атома на природния кислород (като смес от неговите изотопи), и физическа, с единица за атомна маса, равна на 1/16 от масата на атома 16O, който е 97,762% от общата смес на изотопите. Когато изчисляват по този начин атомната маса на водорода, химиците получават 1,00805, а физиците – 1,00778. За да изчезне тази разлика, достатъчно било да се предположи наличието на един водороден атом с два пъти по-голяма маса за количество от около 5000 атома водород (протий). Така теоретично е предположено съществуването на изотоп на водорода, наречен по-късно деутерий.
Започва надпревара между различни научни лаборатории кой първи ще открие деутерия експериментално. Това става факт, когато през 1929 г. Харолд Юри проектира дестилационен процес на втечнен водород, при който при повишаване на температурата по-леките изотопи се изпаряват по-рано и остават по-тежките. Самият процес е осъществен от неговия бивш студент Брикуед (Brickwedde), който използва 4 литра втечнен водород, от който след дестилацията получава 1 милилитър обогатен водород. Юри изчислява вероятния атомен спектър на по-тежкия изотоп. Заедно с асистента си Мърфи забелязва на атомната спектрограма на обогатения водород много слаби спектрални линии, които липсват при обикновения водород и съответстват точно на изчислените за тежкия изотоп 2Н. За да изпреварят съперниците си, публикуват резултатите веднъж в кратко писмо и втори път в пълна статия .
През 1933 г. Юри, Мърфи и Брикуед изпращат писмо и в Journal of Chemical Physics, в което предлагат названия за изотопите на водорода – протий (на английски: protium), деутерий (на английски: deuterium) и тритий (на английски: tritium; който към онзи момент още не е открит), като отбелязват, че названията са свързани с гръцките думи protos (първи) и deuteros (втори).
За своето откритие Юри получава Нобелова награда по химия през 1934 г.